# Diri Baba türbéje
Diri Baba türbéje (Diri Baba türbəsi) 1402-ben épült, a félgömb alakú kupolával fedett, kétszintes mészkő türbe közvetlen kapcsolatban áll a sziklafal egyik barlangjával. A zarándokhely Azerbajdzsánban, Qobustan körzetben, a Maraza-fennsík hasadékában található a temető mellett.
Hatfordulós lépcső vezet a bejárathoz. A mészkő díszítésű ablakok érdekes megvilágítást adnak a belső tereknek, ahol keskeny, meredek kőlépcső vezet fel a második szintre és tovább a kupola peremére. Innen feljuthatunk a fennsíkra. Az emlékmű melletti barlangok szállást adtak a selyemút kereskedőinek, zarándokoknak és úgy hiszik, hogy dervisek is éltek itt.
Hasonló épület Budán a Gül Baba türbéje.

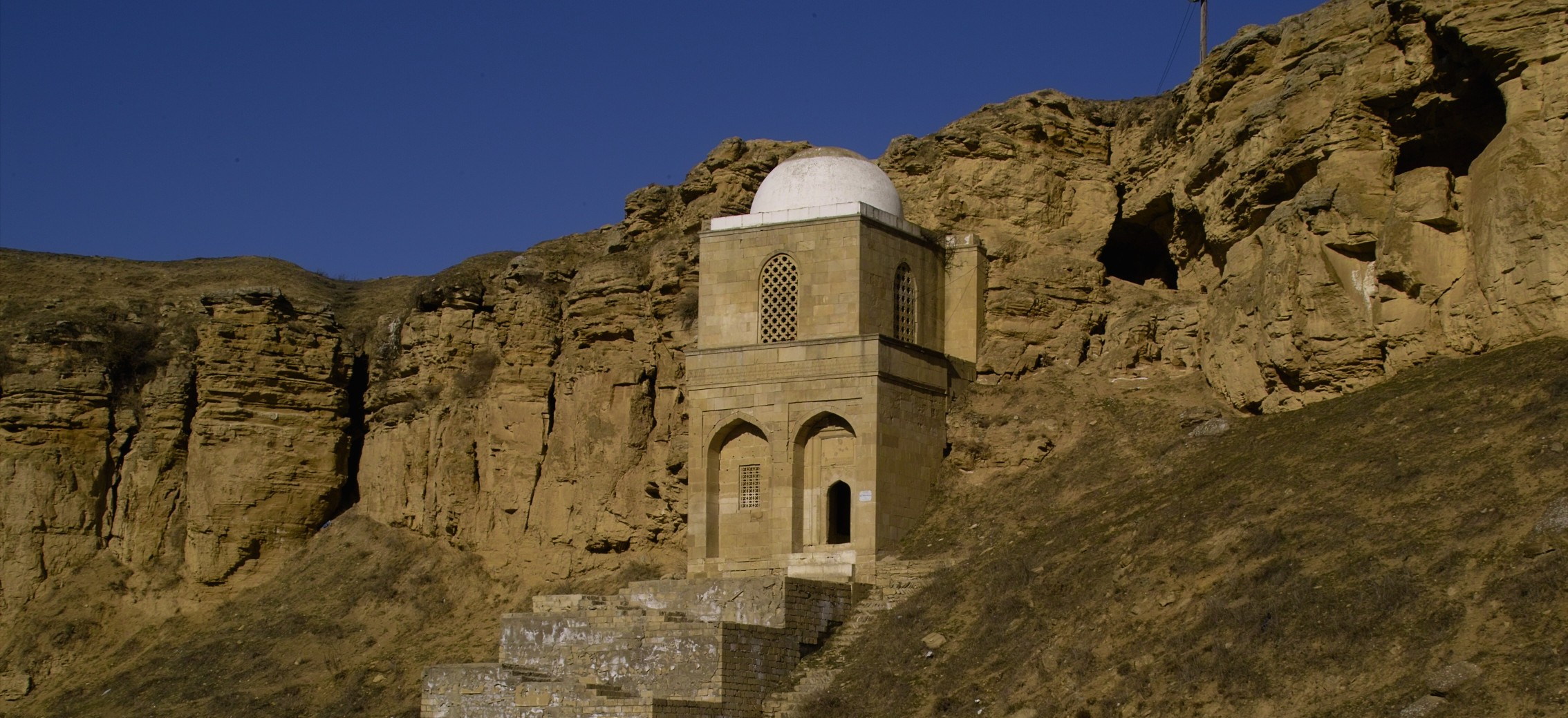
Diri Baba Baba türbéje

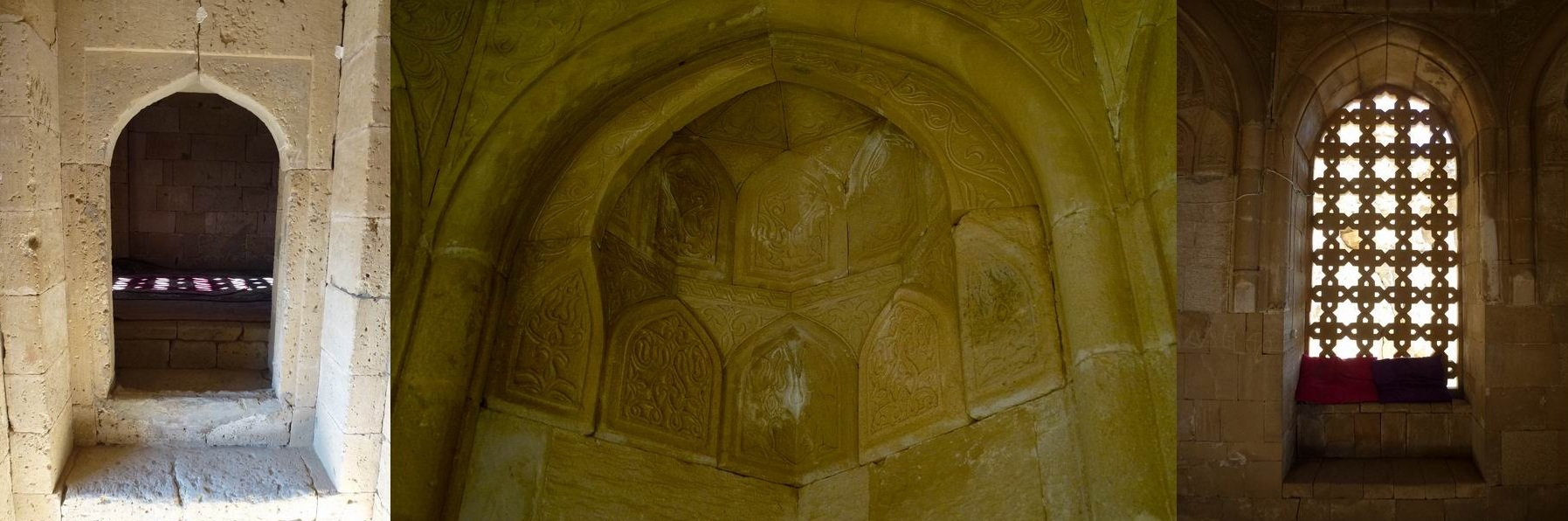
Diri Baba Baba türbéje, ablak